# Liste der Universitäten und Colleges in Puerto Rico
Liste der Universitäten und Colleges in Puerto Rico
(ohne Community Colleges bzw. Junior Colleges, an denen nur ein Associate Degree erworben werden kann)

## Liste
- American University of Puerto Rico
- Ana G. Méndez University System
  - Universidad del Este
    - Eastern University at Cabo Rojo
    - Eastern University at Carolina
    - Eastern University at Manati
    - Eastern University at Santa Isabel
    - Eastern University at Utuado
    - Eastern University at Yauco

  - Metropolitan University
    - Metropolitan University Aguadilla
    - Metropolitan University Bayamon
    - Metropolitan University Jayuya
    - Metropolitan University San Juan

  - Turabo University
    - Turabo University Cayey
    - Turabo University Gurabo
    - Turabo University Isabela
    - Turabo University Naguabo
- Antillean Adventist University
- Atlantic College of Puerto Rico
- Bayamon Central University
- Biblical and Pentecostal College of Puerto Rico
- Caribbean University
  - Caribbean University Bayamon
  - Caribbean University Carolina
  - Caribbean University Ponce
  - Caribbean University at Vega Baja
- Carlos Albizu University
- Center for Advanced Studies on Puerto Rico and the Caribbean
- Central University of the Caribbean
- Conservatory of Music of Puerto Rico
- Eugenio Maria de Hostos School of Law
- Evangelic Seminary of Puerto Rico
- Interamerican University of Puerto Rico
  - Interamerican University of Puerto Rico Metropolitan Campus
  - Interamerican University of Puerto Rico School of Aviation
  - Interamerican University of Puerto Rico, School of Optometry
  - Interamerican University of Puerto Rico School of Law
  - Interamerican University of Puerto Rico Aguadilla
  - Interamerican University of Puerto Rico Arecibo
  - Interamerican University of Puerto Rico Barranquitas
  - Interamerican University of Puerto RicoBayamón
  - Interamerican University of Puerto Rico Fajardo
  - Interamerican University of Puerto Rico Guayama
  - Interamerican University of Puerto Rico Ponce
  - Interamerican University of Puerto Rico San Germán
- National College of Business and Technology
- Polytechnic University of Puerto Rico
- Ponce School of Medicine & Health Services
- Päpstliche Katholische Universität von Puerto Rico
  - Päpstliche Katholische Universität von Puerto Rico in Mayagüez
  - Päpstliche Katholische Universität von Puerto Rico in Arecibo
- San Juan Bautista School of Medicine
- School of Plastic Arts of Puerto Rico
- University of Phoenix
- Universität von Puerto Rico
  - Universität von Puerto Rico Medical Sciences Campus
  - Universität von Puerto Rico Aguadilla
  - Universität von Puerto Ricot Arecibo
  - Universität von Puerto Rico Bayamón
  - Universität von Puerto Rico Carolina
  - Universität von Puerto Rico Cayey
  - Universität von Puerto Ricoumacao
  - Universität von Puerto Rico Mayagüez
  - Universität von Puerto Rico Ponce
  - Universität von Puerto Rico Piedras
  - Universität von Puerto Rico Utuado
- Universidad del Sagrado Corazón